# 伊加線
伊加線（いかせん、中国語: 伊加铁路）は、中華人民共和国の中国国鉄の鉄道路線である。 内モンゴル自治区フルンボイル市牙克石市のイフトルヘ駅から黒竜江省大興安嶺地区ジャグダチ区のジャグダチ駅を結ぶ、全長213kmの路線である。1965年に開業した。

## 接続路線
- イフトルヘ駅（中国語版）：牙林線
- ジャグダチ駅：富西線